# Kniphofia grantii
Kniphofia grantii är en grästrädsväxtart som beskrevs av John Gilbert Baker. Kniphofia grantii ingår i Fackelliljesläktet som ingår i familjen grästrädsväxter. Inga underarter finns listade i Catalogue of Life.